# Kapteeni käskee
„Kapteeni käskee” – singel Ilariego wydany 25 grudnia 2015 roku.
6 maja 2016 roku został wydany remiks singel Lätkä Remix z gościnnym udziałem Lorda Esta.

## Notowania na listach przebojów
| Kraj      | Lista (2016)   | Najwyższa pozycja |
| --------- | -------------- | ----------------- |
| Finlandia | Top 20 Singles | 6                 |